# Powidl

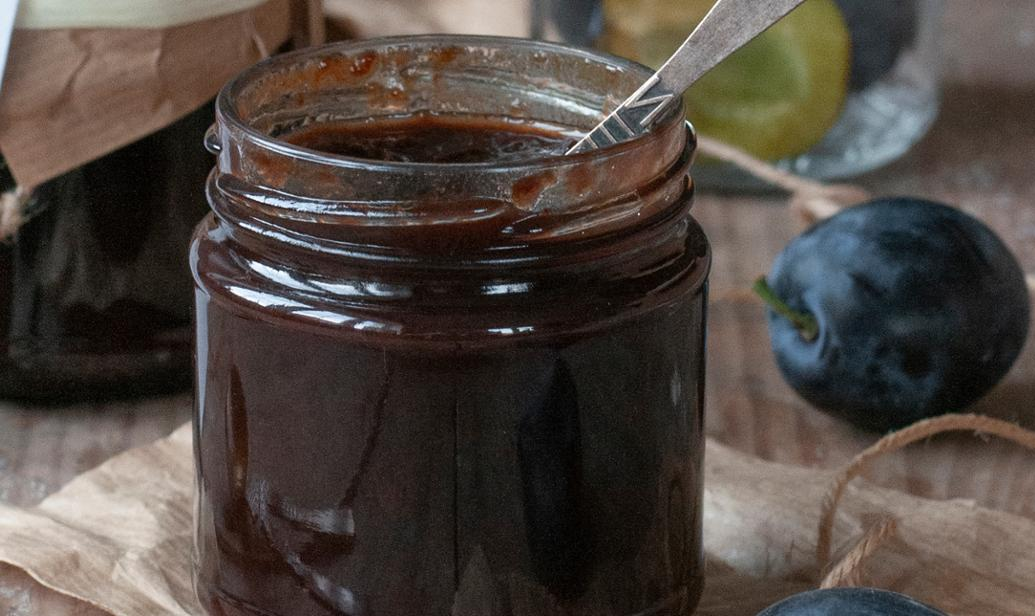
Powidl

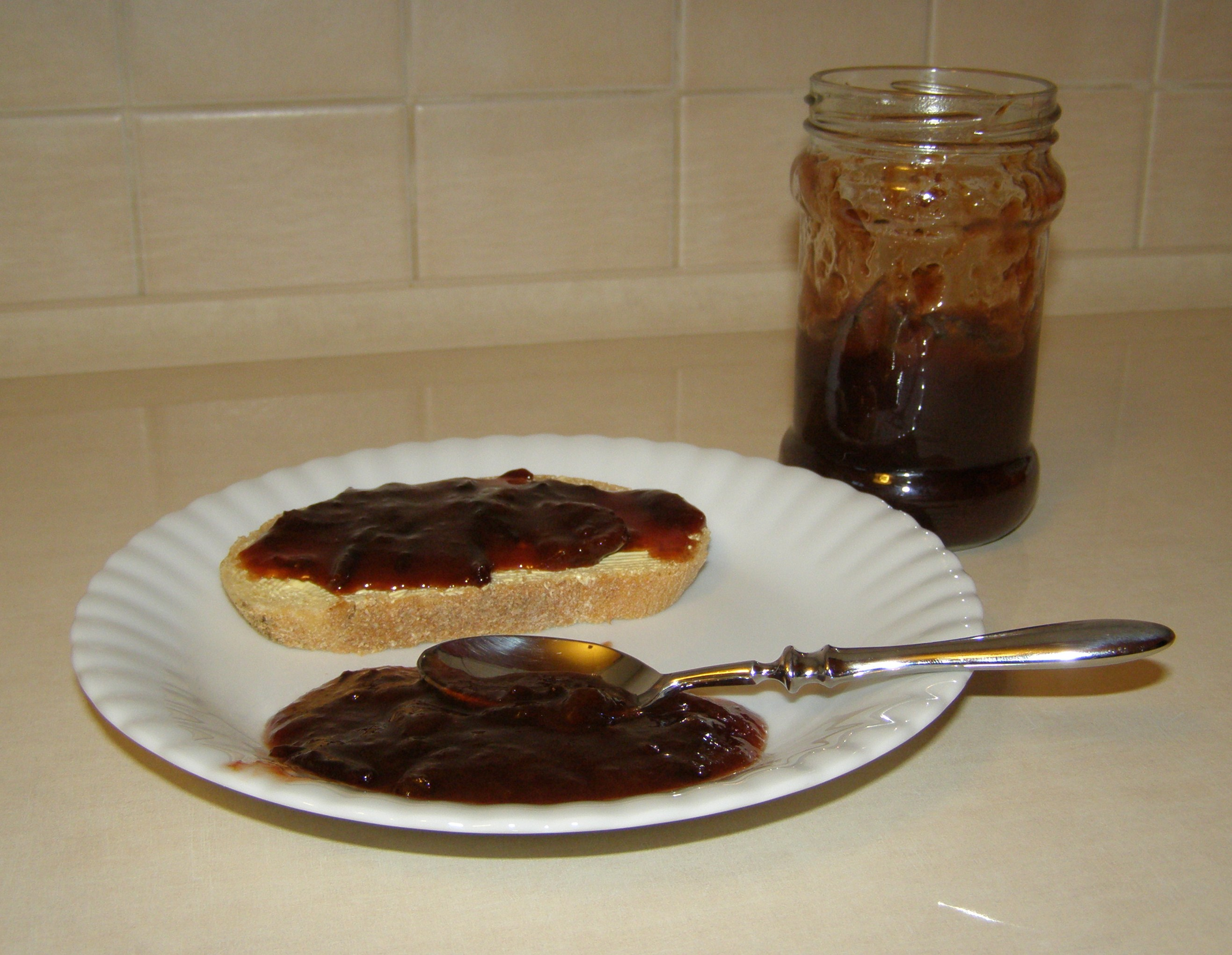
Fatia de pão barrada com Powidl.

O Powidl (ou também Powidel, em tcheco: povidla, em polonês: powidła) é um tipo de geleia de ameixa para barrar, popular na Europa Central, em particular na Áustria, na Chéquia e na Polónia. É tradicionalmente preparado sem adicionar adoçantes ou gelificantes, apesar de algumas receitas austríacas incluírem açúcar e especiarias. Por exemplo, para que um produto possa ser chamado powidl no mercado austríaco, tem que conter pelo menos 53% de fruto e não pode conter mais do que 30% de açúcar.
O Powidl é necessário para completar os pratos típicos Buchteln ou Germknödel. É um doce tradicional na cozinha austríaca e tcheca, como também é conhecido na antiga região histórica Boêmia.
É cozido durante várias horas, a fim de alcançar a necessária firmeza, parecendo compota ou marmelada. As ameixas utilizadas devem ser colhidas o mais tarde possível, de preferência após as primeiras geadas, a fim de garantir um alto teor de açúcar.
1. ↑  Thample, Rachel De (3 de outubro de 2019). Gifts from the Modern Larder: Homemade Presents to Make and Give. [S.l.]: Octopus. ISBN 978-0-85783-830-8
2. ↑  «Powidl. In: Österreichisches Lebensmittelbuch online». Lebensmittelbuch. 5 de dezembro de 2022. p. 52. Consultado em 28 de fevereiro de 2024. Ein aus frischen oder gedörrten Zwetschken/Pflaumen hergestelltes eingedicktes Obstmus, welches die Bezeichnung "Powidl" trägt, enthält mindestens 53 % Trockensubstanz (refraktometrisch) im Fertigprodukt, gezuckerter Powidl mindestens 58 %. Der Anteil an zugesetztem Zucker im Fertigprodukt von Powidl beträgt maximal 300 g im Kilogramm.